# Залісне (селище)
Залі́сне — селище Сніжнянської міської громади Горлівського району Донецької області, Україна. Розташоване за 84 км від Донецька.

## Територія
Площа Залісного складає — 362.8 га
До складу території селища входять населені пункти
- Шахти № 104
- Шахти № 37

## Населення

### Мова
Розподіл населення за рідною мовою за даними перепису 2001 року:
| Мова            | Кількість | Відсоток |
| --------------- | --------- | -------- |
| російська       | 2035      | 75.20%   |
| українська      | 508       | 18.77%   |
| білоруська      | 9         | 0.33%    |
| вірменська      | 2         | 0.07%    |
| румунська       | 1         | 0.04%    |
| інші/не вказали | 151       | 5.59%    |
| Усього          | 2706      | 100%     |

За даними перепису 2001 року населення селища становило 2706 осіб, із них 18,77 % зазначили рідною мову українську, 75,2 %— російську, 0,33 %— білоруську, 0,07 %— вірменську, 0,04 %— молдовську

## Історія
Освоєння селища почалося з моменту спорудження барачних будівель у лісі, нижче сучасного селища шахти № 37. Відомо, що в 1926 р. закладали ствол шахти № 40, заодно побудували і житло. Бараки для робітників були добротні, зручні, біля них вже в 1930—1932 рр. була побудована їдальня. Але в бараках місця не вистачало. Збіднілі селяни кидали свої господарства і переїжджали на шахти цілими сім'ями. Вони були змушені самовільно будувати будинки — хати у самого лісу. У 1933—1934 рр. було побудовано чотири хати. Робочий люд прибував, щоб вирішити житлове питання влади міста Сніжного стала виділяти землю під забудову приватного сектора. До 1939 року виросла перша вулиця селища шахти № 37 названа вул. Чапаєва — нині вулиця Суханова. Начальником шахти в той час був Белявський, завдяки його старанням і народилося селище. Він обладнав їдальню, організував громадське харчування шахтарів. Першими забудовниками шахти № 37 були: Дуб Н. І., Боклаг А., Ємельянов П.Г і Ємельянова Тетяна Пилипівна (в 1936 р. вона була обрана депутатом від селища шахт № 37 і № 40), Дьомін, Писарченко, Рудов, Балуєв, Дегтярьов, Вернигора. Однак більша частина селища побудована після 1950 р дерев'яних бараках люди жили до 1957 р, які після 30 років почали руйнуватися.
Перші згадки і перші поселення відносяться до 1948 року коли почала, будуватися шахта № 104. Росли перші приватні будинки, будувалися фінські будиночки, починали працювати вугільні підприємства. Одним словом росло молоде селище.
20 грудня 1957 року рішенням Сталінського облвиконкому у справах поліпшення процесу управління територією і вдосконалення адміністративно-територіального поділу вирішено: віднести об'єднане селище східної групи шахт тресту «Сніжнеантрацит» Сніжнянського району до категорії селищ міського типу, присвоївши йому назву «Залісне». Назва Залісне походить від місце розташування селища «за лісом»